# Heilig Hartbeeld (Nieuwenhagen)

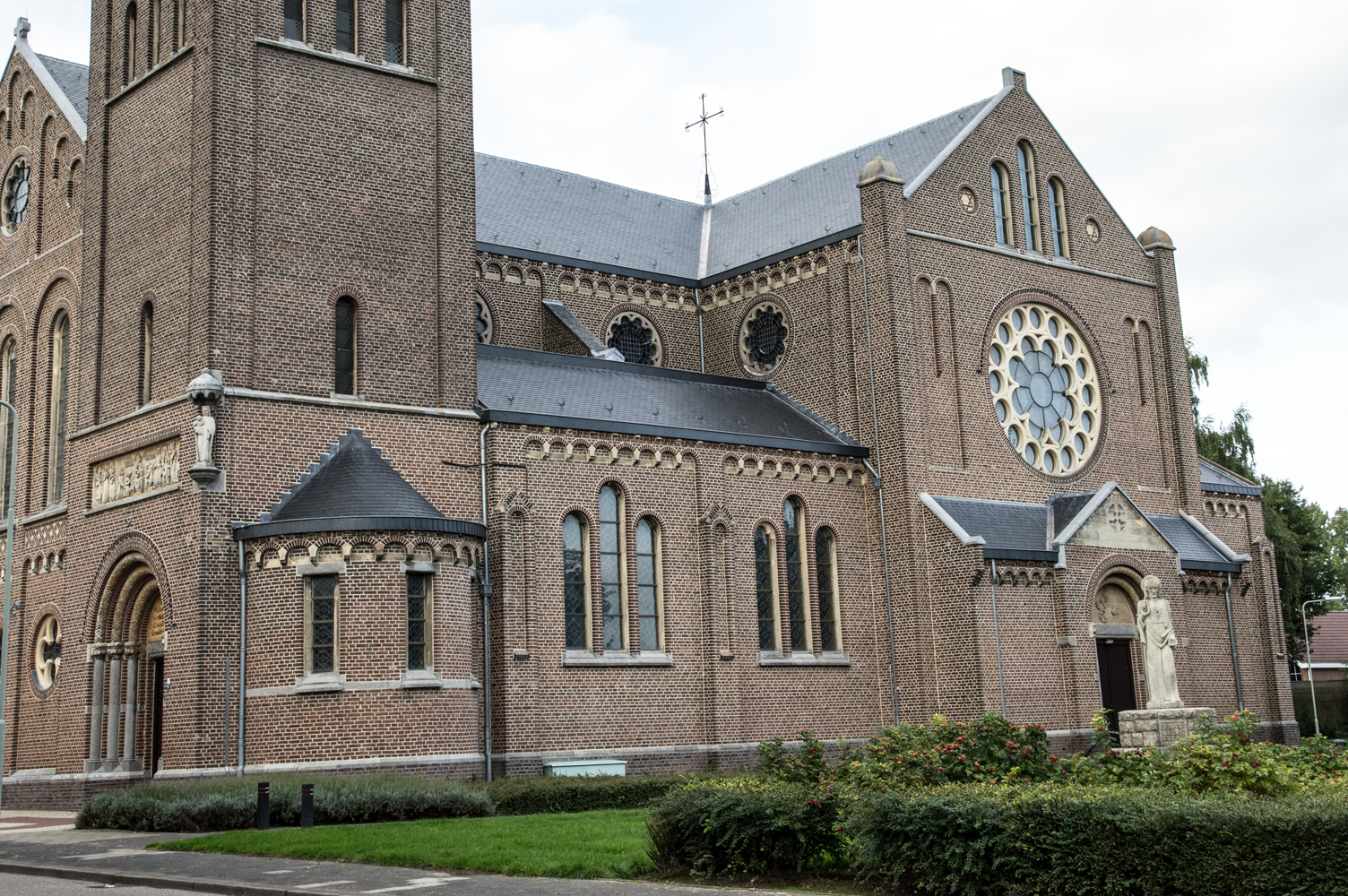
Het beeld voor de kerk

Het Heilig Hartbeeld is een standbeeld in de Nederlandse plaats Nieuwenhagen, in de provincie Limburg.
Ongeveer 50 meter naar het noordoosten staat het Sint-Barbarabeeld.

## Achtergrond
Het Heilig Hartbeeld was een geschenk van de parochianen aan pastoor L. Stassen ter gelegenheid van zijn afscheid van de parochie in 1937. Het beeld werd ontworpen door Edmund Wessling en is geplaatst naast de Onze-Lieve-Vrouw Hulp der Christenenkerk.
Aanvankelijk was het beeld onderdeel van een driehoeksopstelling; aan weerszijden waren geknielde figuren geplaatst. Het beeld van een vrouw met kind ging verloren in de Tweede Wereldoorlog. Het andere beeld van een mijnwerker met lamp overleefde de oorlog en werd ingemetseld in de muur van de pastorie. Het is later meegenomen bij de sloop van de pastorie.

## Beschrijving
Het beeld bestaat uit een staande Christusfiguur, gekleed in gedrapeerd gewaad. Hij houdt zijn rechterhand zegenend geheven en zijn linkerarm omlaag langs het lichaam. In beide handen zijn de stigmata zichtbaar. Op zijn borst prijkt het vlammende Heilig Hart en achter het hoofd een aureool. 